# Enge Buren
Enge Buren is een voormalig Nederlands cabarettrio, bestaande uit Bob, Bep en Bram (gespeeld door Pyr Tilma, Henk van der Weijden en Michiel Bos). Het trio maakte muzikaal cabaret, waarbij parodieën op en bewerkingen van bestaande liederen uit de (pop)muziek een belangrijke plaats innamen.
Het trio ging officieel als cabaretgroep van start op 10 augustus 1993, en speelde lange tijd vooral straattheater op feesten en festivals. Ze traden op tijdens festival als het Totaalfestival, Lowlands, Paaspop, Concert at Sea en het Valkhof Festival. In 2004 maakten ze de overstap naar het theater. De eerste show bestond voor een aanzienlijk deel uit eerder opgevoerd werk. Vanaf het opzetten van hun tweede theatertournee, Potje Poekelen?, schakelde het drietal de hulp van derden in, voor het opzetten van een consistent geheel. Met name Wannie de Wijn speelde bij het samenstellen een grote rol.
Een van hun bekendste werken is Pizza Calzone, waarin op de wijs van Se bastasse una canzone van Eros Ramazzotti een pizza calzone en een zomerliefde bezongen worden. Daarnaast gebruikt radiomaker Rob van Someren het jodellied Zum Blauen Bock als filler in zijn radioprogramma Somertijd, wanneer hij moppen vertelt.
In 2019 startte het drietal met een afscheidstournee door Nederland, “Basta!” met als doel er in april 2020 in Arnhem een eind aan te breien. De coronapandemie stak hier in maart 2020 echter een stokje voor, waardoor de laatste voorstellingen van het seizoen tot een later moment werden uitgesteld. De allerlaatste voorstelling was op 9 juli 2021 in Stadstheater Arnhem. Omroep Gelderland maakte een documentaire over de allerlaatste theatertournee van Enge Buren en de periode daarna.
Naast Enge Buren vormt het muzikale trio sinds 2016 ook de eightiesband Brothers of Mercy.

## Shows en theatertournees
- Het dreigt gezellig te worden (2004-2006)
- Potje poekelen? (2006-2009)
- 3 zielen, 1 gedachte (2009-2011)
- Reuring (2011-2013)
- De ware naaktheid (2013-2015)
- Ruk! (2015-2017)
- Vreemde vogels (2017-2019)
- Basta! (2019-2020)

## Albums
- Het dreigt gezellig te worden (1997)
- Pas op! We hebben maar 5 sec. nodig (2000)
- Mens erger je maar (2003)
- Alle 13 jaren goed (2005)
- 3 zielen, 1 gedachte (2012)
- Ik wil alles (2014)